# ’Round Midnight (альбом Бетти Картер, 1975)
’Round Midnight — концертный альбом американской певицы Бетти Картер 1975 года. Он был записан на том же концерте 1969 года, что и её альбом Finally.

## Отзывы критиков
| Оценки критиков | Оценки критиков |
| Источник        | Оценка          |
| --------------- | --------------- |
| AllMusic        | [ 1 ]           |

В AllMusic присудили альбому три звезды из пяти, но не оставили рецензии. В журнале Billboard написали: «Очень приятно представить на рынке новый продукт от одной из первых леди американского вокального джаза. Её бэк-трио во главе с пианистом Норманом Симмонсом чутко реагирует на её музыкальные потребности. Что касается Картер, то она делает всё: пение, скэт, бибоп, исполняя различные стандарты».

## Список композиций
1. «Do Something» (Бад Грин, Сэм Х. Степт) — 2:52
2. «Ev’ry Time We Say Goodbye» (Коул Портер) — 5:45
3. «My Shining Hour» (Гарольд Арлен, Джонни Мерсер) — 2:35
4. «Something Wonderful» (Ричард Роджерс, Оскар Хаммерстайн II) — 6:31
5. «What’s New?» (Боб Хаггарт, Джонни Берк) — 2:38
6. «By the Bend of the River» (Клара Эдвардс, Бернхард Хейг) — 1:36
7. «I’m Pulling Through» (Артур Херцог-младший, Ирен Уилсон) — 4:28
8. «'Round Midnight» (Берни Ханиген, Телониус Монк, Кути Уильямс) — 5:45
9. «The Surrey with the Fringe on Top» (Ричард Роджерс, Оскар Хаммерстайн II) — 8:25

## Участники записи
- Бетти Картер — вокал, аранжировка
- Норман Симмонс — фортепиано
- Лайл Аткинсон — бас-гитара
- Эл Хэрвуд — барабаны

Все данные взяты из примечаний к альбому.